# 철원군 (조선민주주의인민공화국)
철원군(鐵原郡)은 조선민주주의인민공화국 강원도의 남서부에 위치하고 있는 군사분계선에 인접한 군이다.
북위 38도 이북에 위치한 지역이었던 철원군은 1945년 광복 직후에는 조선민주주의인민공화국의 관할이었다. 그러나 한국 전쟁 중에 대한민국이 군역의 3분의 2 가량을 수복하였다. 이에 조선민주주의인민공화국에서는 1952년 12월 철원군 잔여지(마장면·내문면·북면·인목면)에 이천군 안협면, 동면, 서면의 유대포리·문암리와 련천군의 잔여지 등을 편입시켰고, 1961년 3월 이천군 안협면(安峽面)을 '철원읍'으로 개편하였다.
현재의 북측 철원군은 대부분 1914년 이전에는 안협군과 삭녕군의 지역으로, 원래 철원군이었던 곳은 궁예도성 소재지인 옛 북면 지역이다.

## 지리
북부지역이 산지인데 비해 남쪽으로 갈수록 평야이다. 마식령산맥이 군을 통과하고 가장 높은 지점은 대왕덕산(788m)이다. 임진강이 흐르고 전체 면적의 약 54%가 산림이다. 남쪽으로는 군사분계선이 있으며, 동쪽은 평강군·철원군 (남), 서쪽은 황해북도 토산군, 남쪽은 개성시 장풍군·경기도 연천군, 북쪽은 평강군·이천군과 접한다.

## 역사
조선시대에 현재 북측 철원군의 대부분 지역은 삭녕군과 안협군에 속했다. 1414년 안협과 삭녕이 합쳐져 안삭군이 되었다가 1416년 다시 분리되었다. 1914년 4월 1일 삭녕군의 동부가 철원군에, 서부가 연천군에 편입되고, 안협군이 이천군에 편입되었다.
한반도 분단 이후 철원읍(현재는 휴전선 이남 지역)은 북강원도의 인민위원회 소재지가 되었고 철원시로 분리시켰다. 1946년 9월 5일 도 인민위원회가 원산시로 옮겨가고, 철원시를 철원읍으로 강등해 복귀시켰다. 같은 해 12월 영평군(영중면·영북면·이동면)이 철원군에 편입되었다. 한국 전쟁의 결과 북측은 옛 포천군 지역의 전부와 연천군의 대부분, 철원군의 동남부(철원읍 포함)를 상실하게 되었다.
1952년 12월 철원군 마장면·인목면·내문면·북면 등과 이천군 동면·안협면과 서면의 일부, 평강군 서면의 일부, 련천군 삭령면·서남면 중 북측이 차지한 지역, 황해도 금천군 토산면의 일부를 합쳐 철원군을 개편하였다.(41리) 이때 마장면의 중심지를 마장읍으로 승격시켜 군의 중심지로 삼고, 현재의 북측 철원읍은 읍내리가 되었다.
1961년 3월 마장읍을 마장리로 낮추고 읍내리를 철원읍으로 승격시켜 군의 중심지로 삼고, 임진강을 경계로 그 서쪽인 옛 서남면 지역(오탄리 제외)을 개성직할시 장풍군에 이관하였다.

## 경제
주요 산업은 농업으로, 조선민주주의인민공화국의 주요 쌀 생산지이다. 그 밖에 옥수수, 콩, 밀, 보리가 생산된다. 다른 산업으로는 광업, 양잠업, 과수업이 있다. 석탄, 철광석, 자철광, 망간이 매장되어 있으나, 제조업은 발달하지 못했다.

## 교통
철도노선으로는 경원선이 군의 끄트머리를 지났으나 철거되어 운행하지 않고 있으며, 도로만 통한다.

## 행정 구역
1읍 36리로 구성되어 있다.
- 철원읍 (鐵原邑)
- 류대포리 (流大浦里)
- 문암리 (文岩里)
- 저탄리 (楮灘里)
- 정동리 (定洞里)
- 월암리 (月岩里)
- 하식참리 (下食站里)
- 대전리 (大田里)
- 상하리 (上下里)
- 부압리 (浮鴨里)
- 백로산리 (白鷺山里)
- 상마산리 (上馬山里)
- 립석리 (立石里)
- 밀암리 (密岩里)
- 검사리 (檢寺里)
- 마장리 (馬場里)
- 신진리 (新進里)
- 마방리 (馬放里)
- 내문리 (乃文里)
- 오동리 (梧洞里)
- 반석리 (斑石里)
- 룡학리 (龍鶴里)
- 보막리 (洑幕里)
- 회산리 (回山里)
- 독검리 (篤儉里)
- 도밀리 (道密里)
- 송현리 (松峴里)
- 갈현리 (葛峴里)
- 가승리 (加承里)
- 삼사리 (三沙里)
- 적동리 (積洞里)
- 적산리 (積山里)
- 중강리 (中江里)
- 강산리 (江山里)
- 유정리 (楡井里)
- 오탄리 (俉炭里)
- 외학리 (外鶴里)

## 태봉의 수도
과거 태봉(후고구려)의 수도였으나, 한국전쟁 이후 궁예도성으로 군사분계선이 지나면서 남북으로 나뉘었다. 궁예도성은 전 지역이 비무장지대 내에 위치하여 학술연구가 제대로 이루어지지 못한 채 방치되어 있다. 일제강점기에 작성된 지도에 따르면 도성 유적지 중 궁궐터는 조선민주주의인민공화국의 철원군 지역에 위치한 것으로 표시되어 있으나, 분단으로 인해 정확히 확인되지는 않고 있다.

## 같이 보기
- 태봉
- 철원군 (대한민국)